# Chira (Costa Rica)
Chira è un distretto della Costa Rica facente parte del cantone di Puntarenas, nella provincia omonima.